# Walkmühle (Oberweimar)

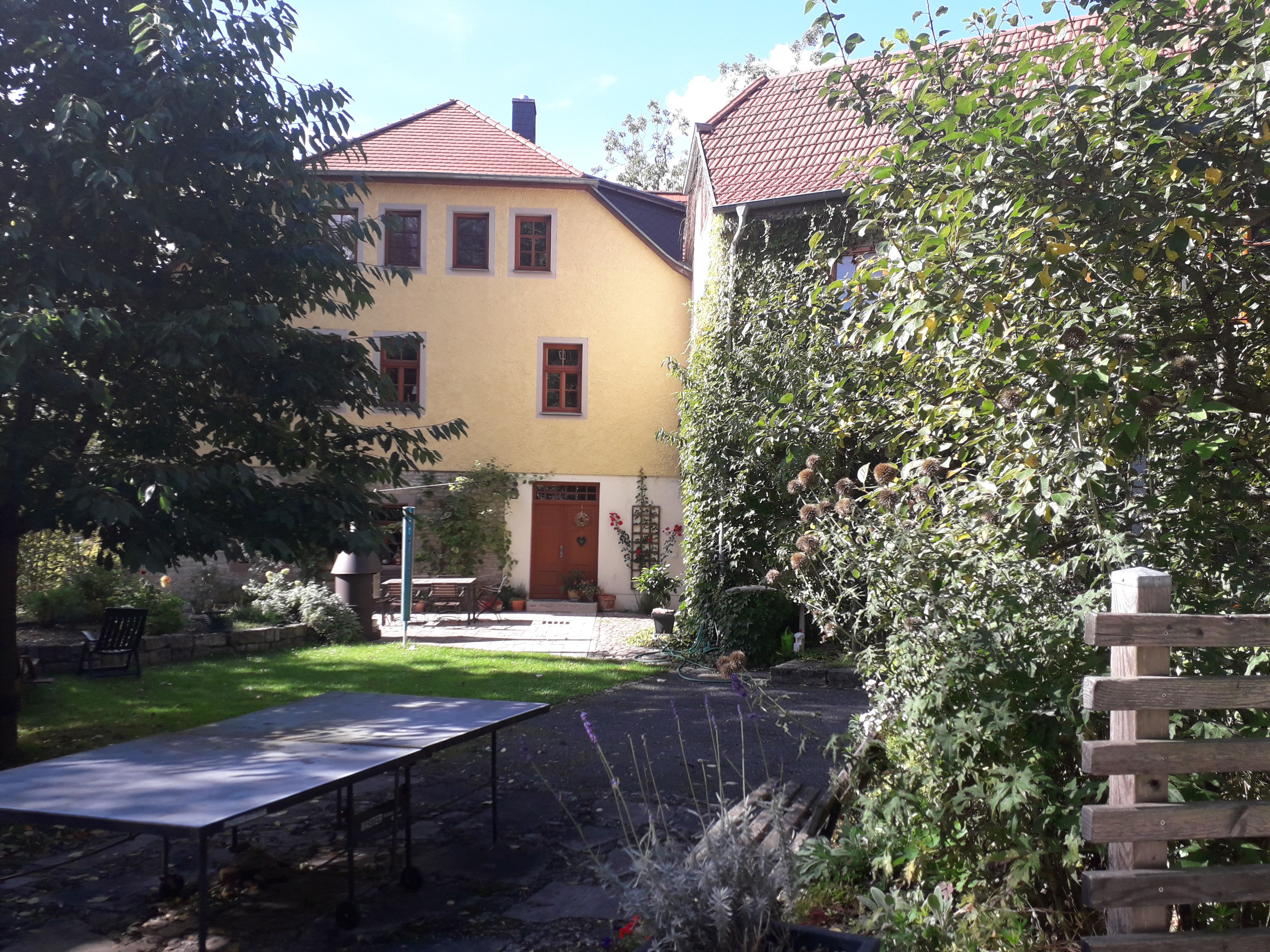
Ehemalige Walkmühle in Oberweimar

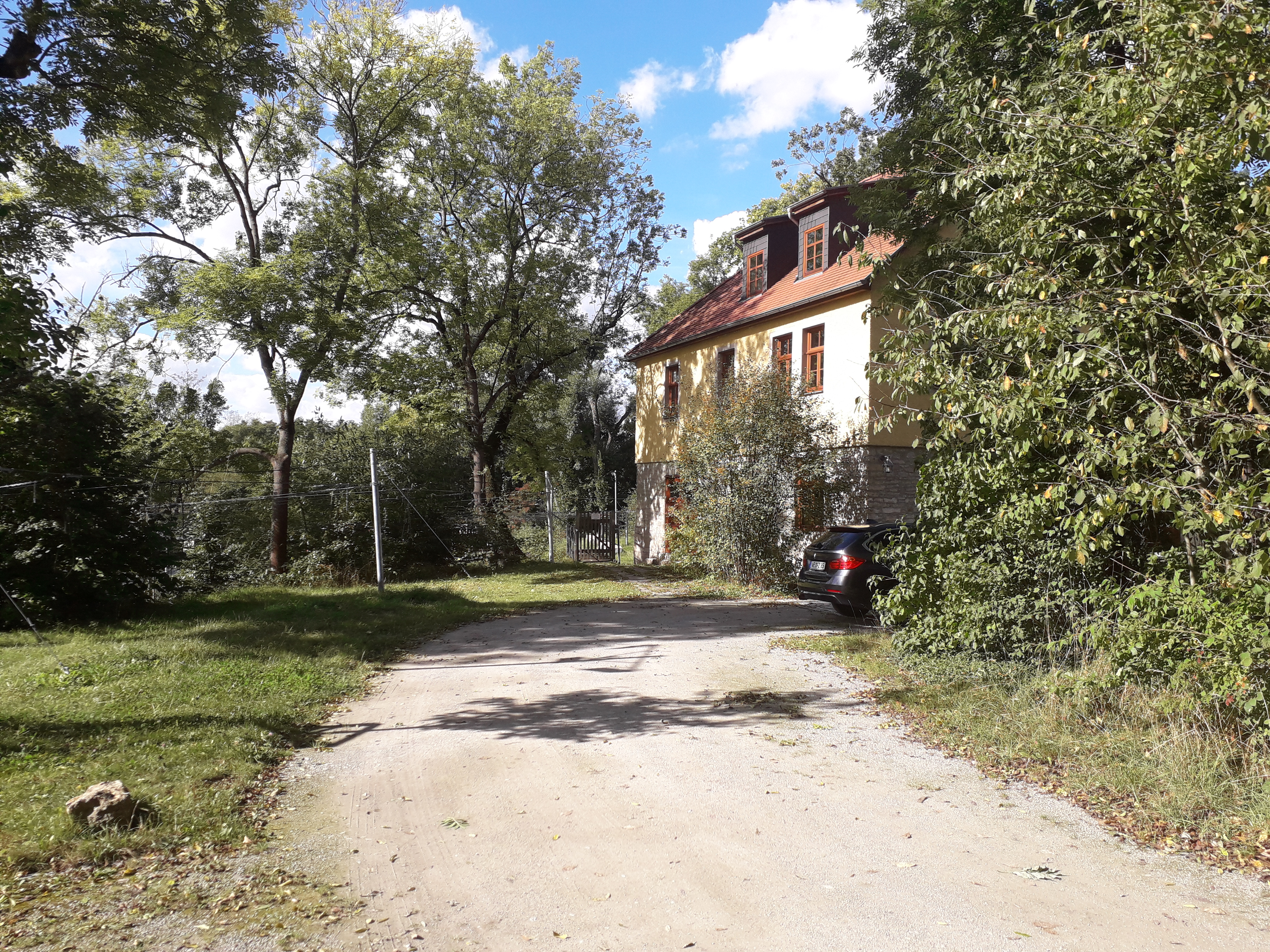
Teil der ehemaligen Walkmühle in Oberweimar

Die ehemalige Walkmühle befindet sich in Weimar im Stadtteil Oberweimar in der Taubacher Straße 14.
Sie ist eine Wassermühle, die von der Ilm angetrieben wurde. Erstmals erwähnt wurde sie 1252 und ist damit eine der ältesten Mühlen in Thüringen überhaupt. Sie war von 1789 bis zur Stilllegung 1949 im Besitz der Familie Vent und damit der langlebigste Familienbetrieb im Müllerhandwerk in Weimar. Die Mühle war ursprünglich eine Walkmühle, wurde jedoch um 1739 auch als Schneidemühle, und im späten 18. Jahrhundert als Ersatz der Walkeinrichtung durch zwei Mahlgänge für Mehl und Graupen, um 1910 als Mahl-, Öl und Sägemühle und zur Stromerzeugung, ab 1949 nur noch als Sägemühle genutzt. Die Mühle war mit drei Mühlrädern ausgestattet. Der Bau als Zweiseitenhof mit einem weiteren Anbau ist im Wesentlichen noch erhalten. Dort befinden sich mehrere Wehre.
Heute ist die Mühle Sitz des Kanuvereins KGC 66 Weimar e. V.
Die Walkmühle Oberweimar steht auf der Liste der Kulturdenkmale in Weimar.